# اسپرینگفیلد (داکوتای جنوبی)
اسپرینگفیلد(به انگلیسی: Springfield) شهری در ایالت داکوتای جنوبی کشور ایالات متحده آمریکا است که جمعیت آن در سرشماری سال ۲۰۱۰ میلادی، ۱٬۹۸۹ نفر بوده‌است.